# Дженни, Уильям Ле Барон
Уильям Ле Барон Дженни (англ. William Le Baron Jenney; 25 сентября 1832, Фэрхейвен, Массачусетс — 14 июня 1907, Лос-Анджелес) — американский инженер и архитектор. Вместе с Луисом Салливаном считается основателем Чикагской школы архитектуры. Известен тем, что первым с 1889 года стал проектировать каркасные высотные здания, впоследствии получившие название «небоскрёбов» (англ. skyscraper).

## Биография
Дженни начал свое образование в 1846 году в Академии Филлипса, в г. Андовер, затем продолжил в 1853 году в Научной школе Лоренса (Lawrence Scientific school) Гарварда, после чего переехал в Париж и поступил в Центральную школу искусств и мануфактур, чтобы изучать инженерное дело.
В этой школе он усвоил новейшие методы строительства с использованием железных конструкций, а также на лекциях в Политехнической школе познакомился с необычной системой модульного проектирования Ж.-Н.-Л. Дюрана. 
Уильям Дженни окончил Центральную школу искусств и мануфактур в 1856 году, через год после своего одноклассника Гюстава Эйфеля, будущего проектировщика Эйфелевой башни.
В 1856 году, завершив образование, Уильям Дженни через Мексику вернулся на родину, в США. Во время службы в армии работал военным инженером (шла Гражданская война Севера и Юга). После войны, в 1867 году, Дженни переехал в Чикаго, штат Иллинойс, и открыл собственное архитектурное бюро, которое специализировалось на строительстве коммерческих сооружений и городском планировании.
В 1876 году Дженни преподавал в Мичиганском университете. Многие из его учеников стали известными архитекторами чикагской школы: Луис Салливан, Уильям Холабёрд, Мартин Рош, Дэниэл Бёрнам, Джон Рут. В 1872 году Дженни был избран членом Американского института архитекторов, в 1885 году стал его научным сотрудником. В 1898—1899 годах он был вице-президентом института.
В 1869 году Уильям Дженни в соавторстве с Сэнфордом Лорингом выпустил книгу «Принципы и практика архитектуры» (The Principles and Practice of Architecture).

## Создание новой строительной концепции

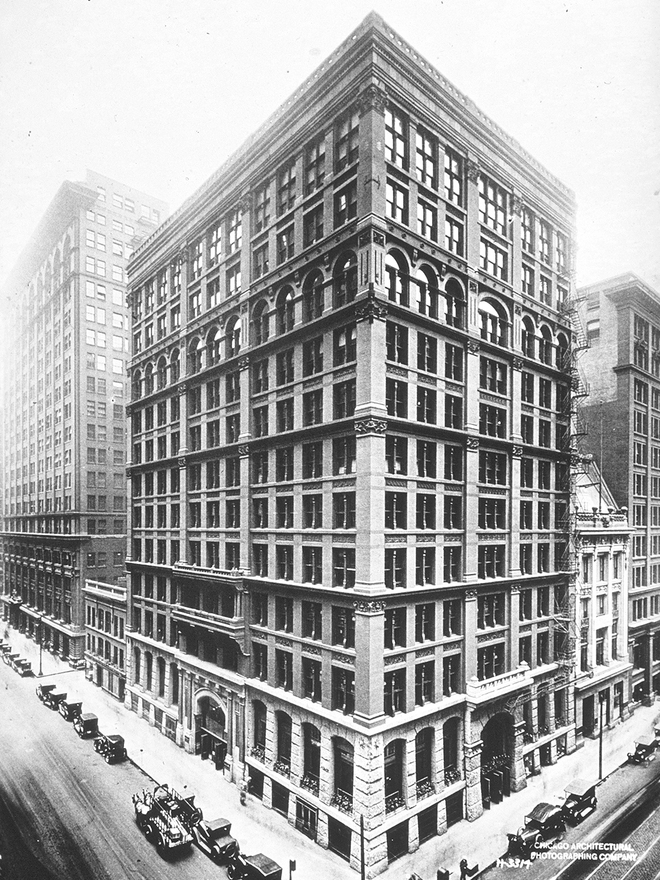
Дом страхования жилья в Чикаго — первый «небоскрёб». 1885

В 1884—1885 годах Дженни спроектировал и построил десятиэтажное здание жилищного страхования в Чикаго. Это было первое «несгораемое здание» с полностью металлическим каркасом, и оно считается первым небоскрёбом. Здание завершили в 1885 году, увеличив добавлением двух этажей в 1891 году. Однако в 1929 году оно было снесено. Сталь, необходимая для поддержки Дома страхования, занимала одну треть от веса десятиэтажного здания из тяжёлой кирпичной кладки. Таким образом был значительно уменьшен вес здания, что позволило возводить более высокие конструкции. Уильям Дженни решил проблему несгораемого строительства высотных зданий, используя кладку, железо, терракотовые полы и перегородки. В период с 1889 по 1891 год он продемонстрировал свою систему при строительстве Второго высотного здания: Лейтер-билдинг, также в Чикаго. Затем последовали здания в 12, 14, 16 и 23 этажа. Это были в основном конторские, торговые и административные многофункциональные постройки.
Вместо лестниц Дженни предложил использовать лифты. Дженни был создателем так называемой «чикагской конструкции». На фасаде такая конструкция выглядела сеткой квадратов: «крупные остеклённые плоскости отделены друг от друга только огнестойкими металлическими колоннами».
Всё вместе — каркасная конструкция, облечение веса и лифты — создало необходимые условия для интенсивного развития проектирования и строительства высотных объектов. В следующие 15 лет Дженни спроектировал множество высоких (по меркам того времени) зданий; его стали называть «Отцом небоскрёба», а впоследствии оценили как предтечу функционализма в архитектуре.

## Работы

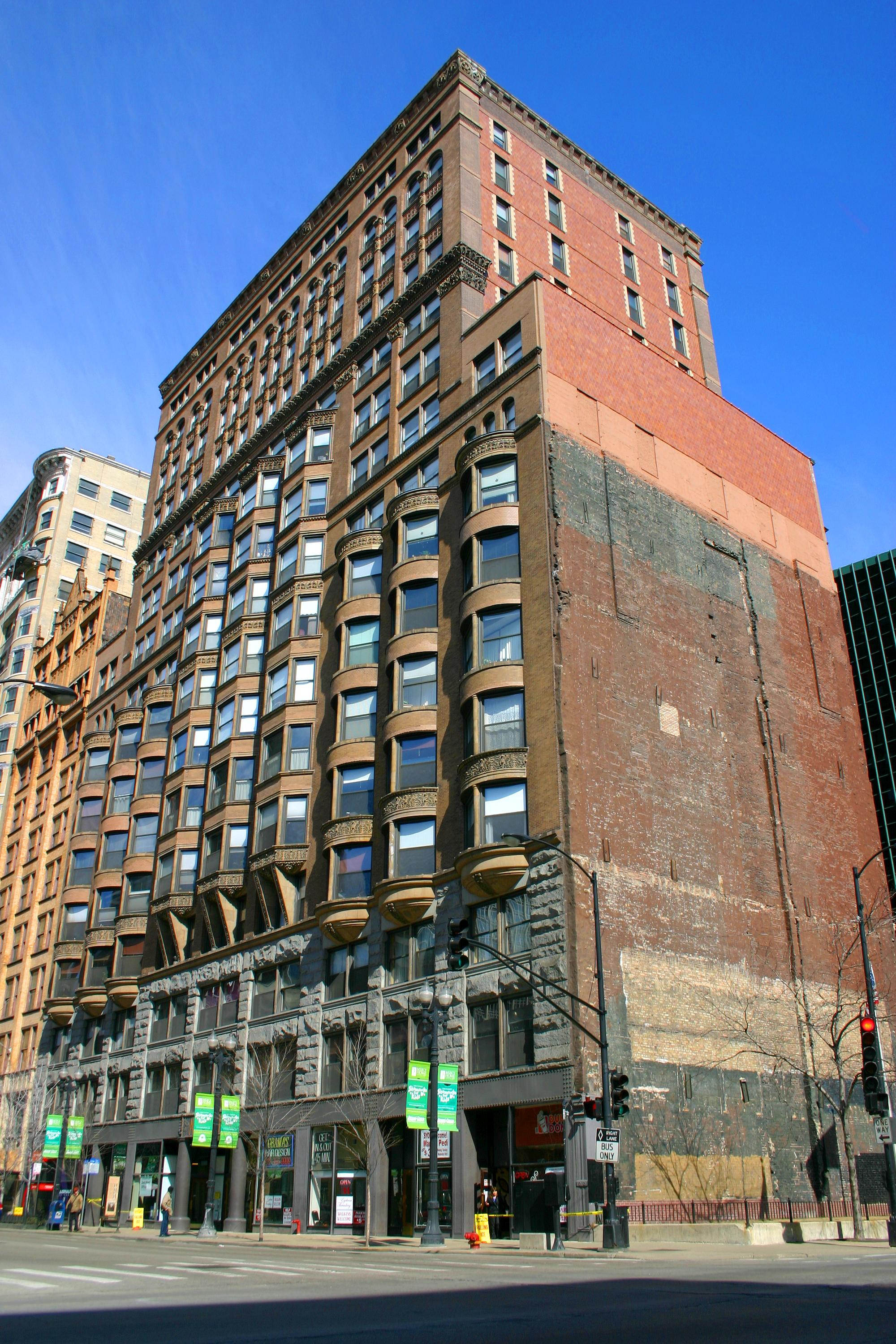
Манхэттен-билдинг
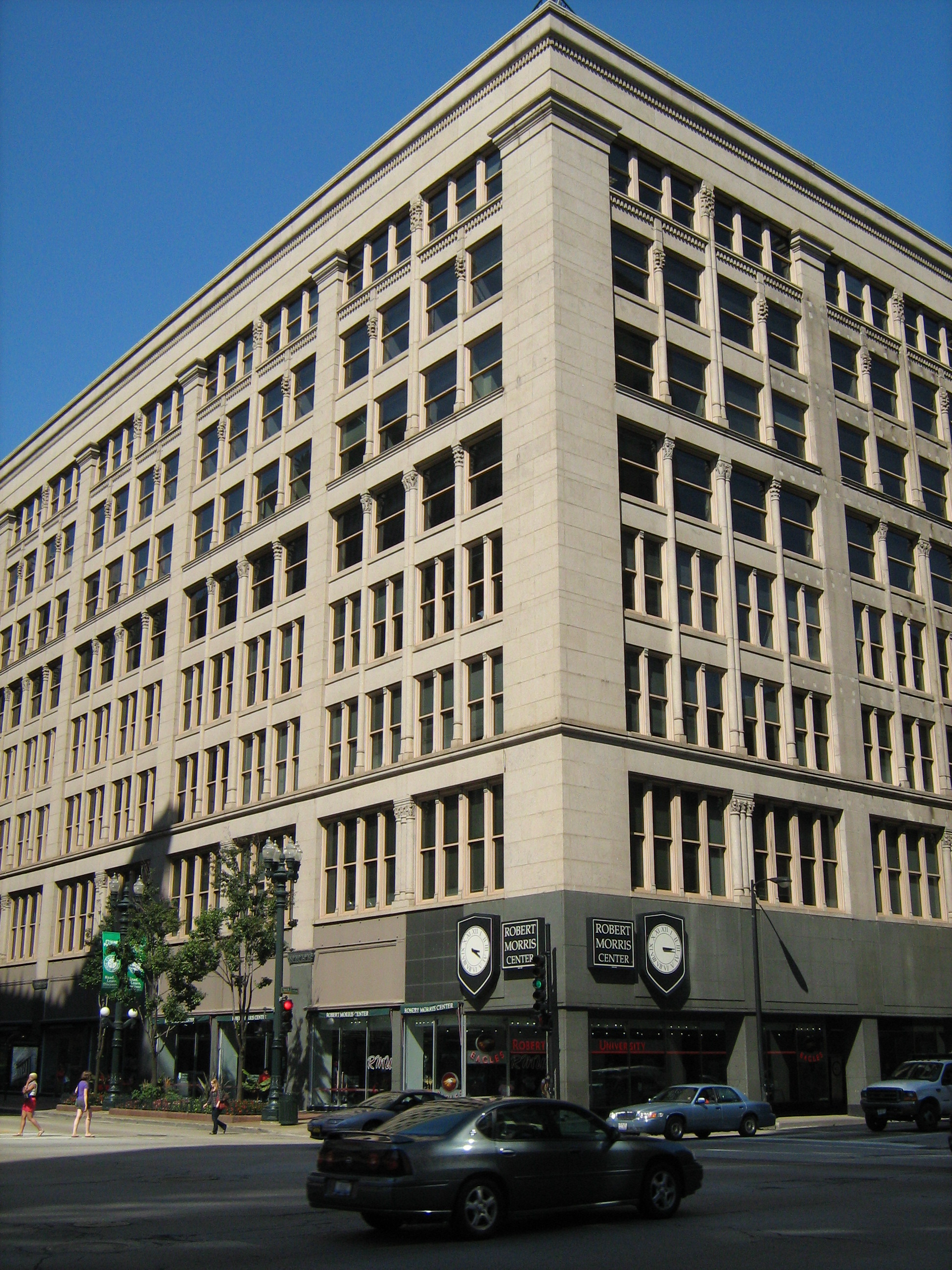
Секонд-Лейтер-билдинг